# John Gay (Fotograf)
John Gay (* 2. September 1909 in Karlsruhe (Baden) als Hans Ludwig Göhler; † 1999 in London) war ein englischer Fotograf mit deutschen Wurzeln.

## Biografie

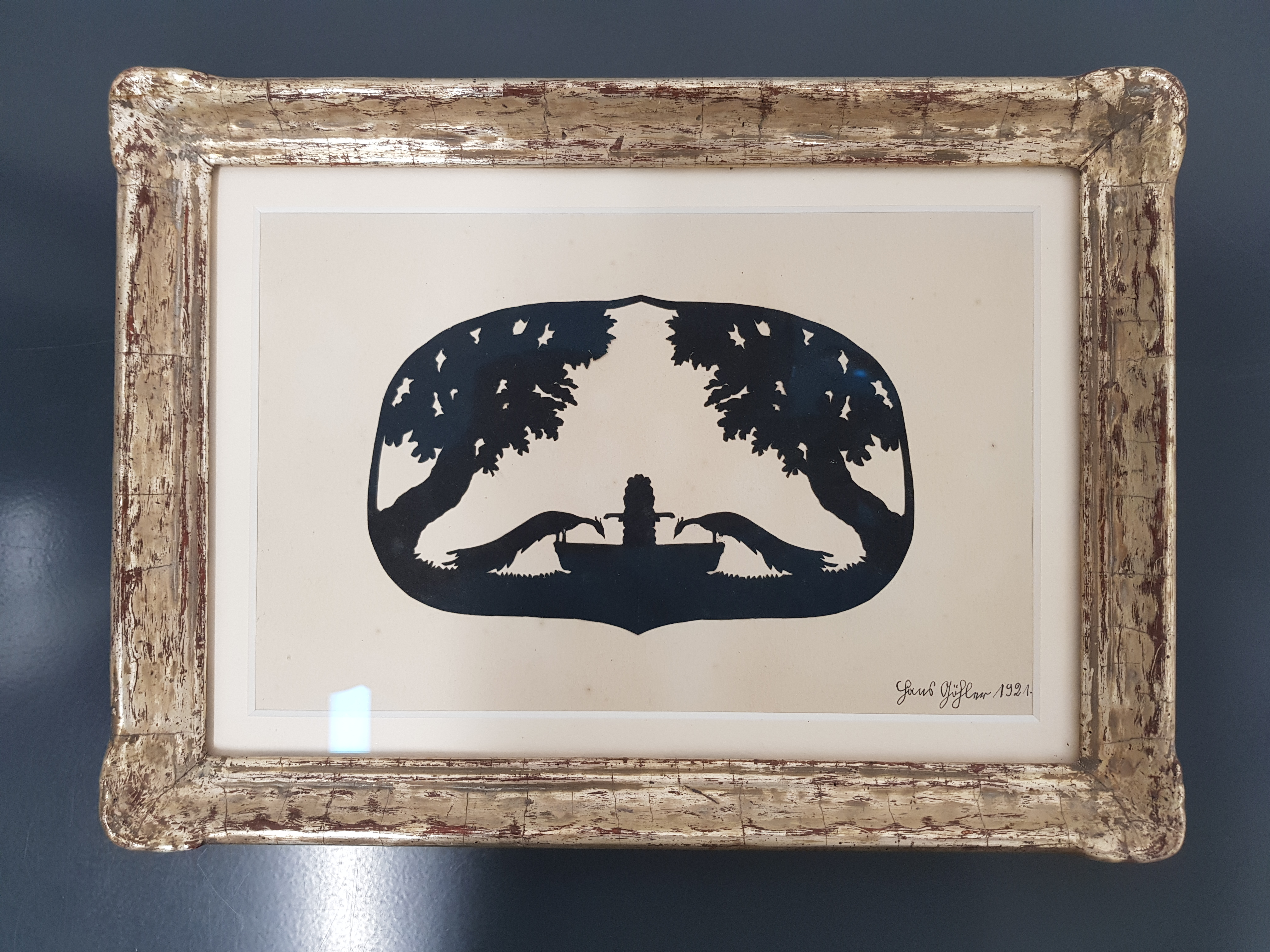
Scherenschnitt Hans Göhler im Alter von 12 Jahren – zwei Pfauen laben sich an einem Brunnen, Jan Guhl

Er lebte mit seinen Eltern Eugen und Johanna Göhler in einem Stadthaus in der Dragonerstraße in Karlsruhe. Göhler hatte vier Geschwister.
Kunst spielte in der Familie Göhler eine große Rolle. Seine Mutter Johanna Göhler war eine Zeichnerin von Blumen und Tieren, während Hans’ Onkel Hermann Göhler (1874–1959) Künstler und Professor an der Karlsruher Kunstakademie war.
Göhler verliebte sich zu Beginn des Dritten Reiches in die Jüdin Marie Arnheim. Beide flüchteten 1935 gemeinsam mit ihrer Familie nach England. Er und Marie heirateten in England und nahmen ihre neuen Namen John und Mary Gay an.
Nach dem Zweiten Weltkrieg wurde Gay ein bekannter Fotograf. In den 1940er- und 1950er-Jahren veröffentlichte er zahlreiche Fotografie-Bücher. Er arbeitete unter anderem auch mit Schriftstellern wie John Betjeman zusammen. Seine Lieblingsmotive waren Licht-und-Schatten, Tiere, Architektur, Kurioses aber auch Leben und Lifestyle.

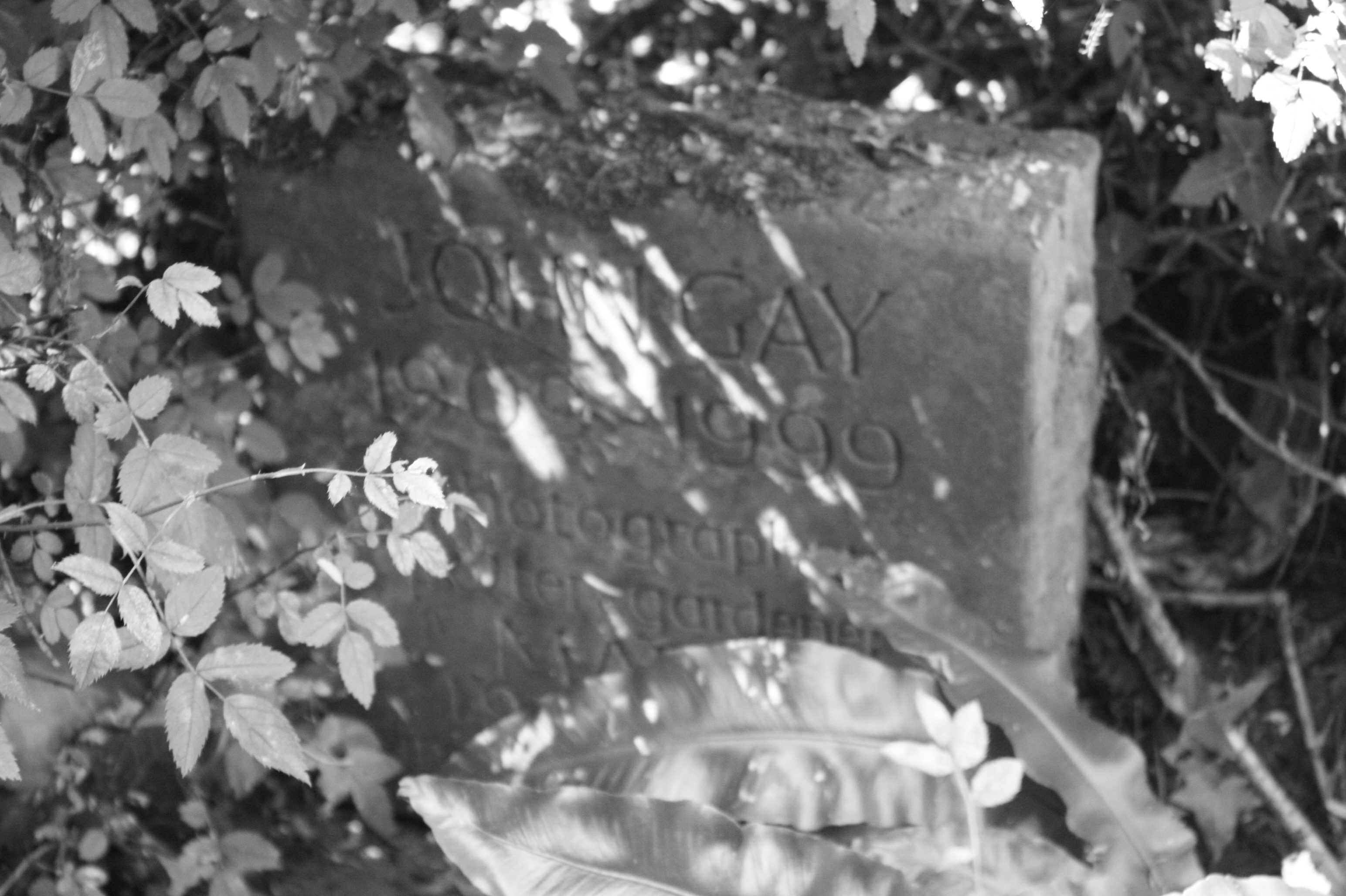
Der Grabstein von John Gay, Highgate Cemetery, London

Onkel John, wie ihn seine Nichten und Neffen nannten, lebte mit seiner Frau Mary bescheiden britisch im Norden Londons und verstarb 1999 in England kinderlos.
Nach seinem Tod 1999 vermachte Gay über 40.000 Bilder dem English Heritage. Diese sind zu begutachten im Öffentlichen Archiv, dem Historic England Archive.
Gay letzte Ruhestätte auf ist auf „seinem“ Friedhof, dem Highgate Cemetery in London.
Zu seinem Gedenken veröffentlichte der English Heritage 2008 unter anderem das Werk England Observed.

## Werke
Gay’s Liebe zur Architektur, Natur und der Landschaft wird in seinen Werken widergespiegelt. Seine Fotografien wurden in sechs Büchern veröffentlicht.
- Mit seinem zweiten Buch Prospect of Highgate & Hampstead (1967) wurde Gay als Photograph für Architektur wahrgenommen.
- 1972 veröffentlichte Gay London’s Historic Railway Stations zusammen mit Sir John Betjeman
- Das wohl bekannteste Buch von Gay hingegen ist die Veröffentlichung des Highgate Cemetery, aus 1984, mit Felix Barker. Der Highgate Cemetery, auf dem auch Karl Marx seine letzte Ruhestätte gefunden hat, war John Gay immer eine Herzensangelegenheit.

## Veröffentlichte Bücher
- John Gay: England Observed. English Heritage, 2009, ISBN 978-1-84802-003-0.
- mit Leonard Clark: Prospect of Highgate & Hampstead. Highgate Press, London 1967, OCLC 460964.
- mit John Betjeman: London’s Historic Railway Stations. Murray, London 1972, ISBN 0-7195-2573-X.
- mit Felix Barker: Highgate Cemetery: Victorian Valhalla. Murray, London 1984, ISBN 0-7195-4137-9.